# 太和岩牌楼
37°07′36″N 112°00′00″E / 37.12667°N 112.00000°E
太和岩牌楼位于中国山西省晋中市介休市义安镇北辛武村中一座工厂院内，2006年被列为第六批全国重点文物保护单位。

## 历史
太和岩牌楼原系真武庙山门前的门前坊，真武庙已毁而牌楼独存。太和岩牌楼由北辛武村冀氏富商冀以和兴建于清光绪二十三年（1897年）。

## 建筑
牌楼坐北朝南，四柱三间三楼式，单檐歇山顶。通高8.5米，面阔9.65米，进深1.55米。台基石砌，高0.5米，长10.45米，宽2.65米。除最底部的四柱础为石雕束腰须弥座外，其上通体所有的建筑构件，包括坊柱、对联、阑额、牌匾、斗拱、椽飞、瓦顶、脊饰、脊刹等等，均用琉璃构件镶砌而成。釉色以孔雀蓝、黄、绿三色为主。檐下为仿木琉璃斗拱，主楼斗拱为一跳五踩；次楼斗拱为一跳三踩。
牌坊上的匾额、槛联均为琉璃烧制。正面明间主楼檐下斗拱之间悬挂“太和岩”蟠龙琉璃竖额，额枋下悬琉璃横匾“紫极腾辉”，左右两柱琉璃楹联为“北极极也，本无极为太极”；“玄天天也，遵先天而后天。”。东西两次间檐下琉璃小匾分别为“无上道”、“众妙门”，楹联为“汾川宝地，殿庭观壮，玉虚正玉，衡调玉烛，玉者犹玉”；“玄岳佐玄，宜躔玄武，玄之又玄，净乐前星，针杵功成”。。背面当心间悬挂“天枢真宰”匾额，中间坊柱上楹联为“道事半百年，飞真自天上帝适；名留一千古，游王避地下宇寒”，两侧小匾为“契真源”、“除俗障”，坊柱楹联为“净乐钟灵三三诞降，太和得道九九飞升”。
太和岩牌楼的方柱上满饰孔雀蓝琉璃贴片。牌楼东侧描绘鲤鱼化龙，西侧描绘松下猛虎。
右侧清代石碑二通，字迹已无。

## 保护
1986年8月18日，琉璃牌坊由山西省人民政府公布为第二批省级重点文物保护单位。
2006年5月25日，太和岩牌楼由中华人民共和国国务院公布为第六批全国重点文物保护单位，编号6-485-3-188。